# Miniopterus magnater
Miniopterus magnater (Sanborn, 1931) è un pipistrello della famiglia dei Miniotteridi diffuso nell'Asia sud-orientale e in Nuova Guinea.

## Descrizione

### Dimensioni
Pipistrello di medie dimensioni, con la lunghezza della testa e del corpo tra 58 e 75 mm, la lunghezza dell'avambraccio tra 47 e 54 mm, la lunghezza della coda tra 52 e 64 mm, la lunghezza del piede tra 9 e 13 mm, la lunghezza delle orecchie tra 11 e 17 mm e un peso fino a 21,3 g.

### Aspetto
La pelliccia è lunga, soffice e lucida. Le parti dorsali sono bruno-nerastro scuro, mentre le parti ventrali sono marroni scure la punta dei peli del petto più chiara e la parte posteriore bruno-grigiastra chiara. La fronte è molto alta e bombata, il muso è stretto e con le narici molto piccole. Le orecchie sono corte, triangolari, ben separate tra loro e con l'estremità arrotondata. Le membrane alari sono bruno-nerastre e attaccate posteriormente sulle caviglie. La lunga coda è inclusa completamente nell'ampio uropatagio. Il calcar è lungo e privo di carenatura.

## Biologia

### Comportamento
Si rifugia in gruppi all'interno di grandi grotte.

### Alimentazione
Si nutre di insetti volanti catturati sopra la volta forestale o intorno alle luci artificiali.

### Riproduzione
Danno alla luce un piccolo alla volta ad agosto.

## Distribuzione e habitat
Questa specie è diffusa dal Myanmar, attraverso l'Indocina, la Cina meridionale e l'Indonesia fino alla Nuova Guinea.
Vive nelle foreste pluviali primarie e secondarie, negli insediamenti umani fino a 2.000 metri di altitudine. Si trova spesso in prossimità di corsi e specchi d'acqua.

## Tassonomia
Sono state riconosciute 2 sottospecie:
- M.m.magnater: Nuova Guinea;
- M.m.macrodens (Maeda, 1982): Province cinesi del Fujian, Guangdong, Hong Kong ed Hainan; Myanmar, Thailandia, Vietnam, Laos, Cambogia, Penisola malese, Borneo, Sumatra, Giava occidentale, Timor, Seram.

## Conservazione
La IUCN Red List, considerato il vasto areale e la tolleranza alle modifiche ambientali, nonostante i problemi tassonomici e le continue false identificazioni con M. schreibersi, classifica M. magnater come specie a rischio minimo (Least Concern).